# Sanya (râu)
Sanya este un râu aplasat în regiunea Kilimanjaro din Tanzania de nord. El are izvorul pe versantul vestic al lui Kilimanjaro, afluentul lui cel mai important este Kware. Sanya se varsă la altitudinea de 832 m deasupra n.m. printr-o deltă cu teren roditor în Kikuletwa (3°27′14″S 37°12′31″E / 3.45389°S 37.20861°E) care la rândul se varsă în Pangani și apoi în → Oceanul Indian.